# Да здравствуют духи!
«Да здравствуют духи!» (чеш. Ať žijí duchové!) — музыкальный комедийный фильм-сказка 1976 года, созданная режиссёром Олдржихом Липским на киностудии Баррандов по произведению Далибора Покорного.
Премьера фильма состоялась 1 ноября 1977 г.

## Сюжет
Герои веселой детской музыкальной комедии-сказки — мальчики и девочки, которые ведут борьбу со взрослыми жителями их сельской общины, которые хотят превратить развалины старого замка на околице села в животноводческую ферму.
Большую помощь ребятам оказывает призраки рыцаря Бртника и его дочери Леонтинки, обитающие в полуразрушенном здании замка, и другие сверхъестественных существа — рыцарские карлики.
Сообща им удаётся достичь цели — замок будет восстановлен и передан детям для клуба. В конце этой истории, Леонтинка избавляется от чар и вновь становится обычным человеком.
Быстро развивающаяся и веселая смесь приключений и сказочных событий, произошедших с героями киноленты, с отличными анимационными вставками, принесли успех фильму у чешских зрителей.

## В ролях
- Дана Ваврова — Леонтинка, дочь рыцаря Бртника
- Иржи Прохазка —  Янек (Енда) Длинный
- Иржи Совак — рыцарь Бртник из Бртника
- Властимил Бродский — Вавра — директор школы
- Любомир Липский — Антонин Юза, директор филиала магазина самообслуживания
- Йожеф Бек — егерь
- Вера Тиханкова — Пилатова, по прозвищу «Чёрная хроника»
- Иржи Брудер — руководитель сельского кооператива
- Мила Мысликова — Гайна
- Петр Стары — Пепа Богачек
- Тереза Бродская — Терезка
- Томаш Холы — Венделин
- Адольф Филип — районный чиновник
- Давид Влчек — Эда Адамек
- Карел Эффа — Молодой человек
- Милада Ежкова

Большая часть съёмок проводилась в замке Краковец близ г. Раковник (Среднечешский край).